# Deutsch-neuseeländische Beziehungen
Die Bedeutung der Deutsch-neuseeländischen Beziehungen liegt in der Geschichte der deutschen Einwanderung nach Neuseeland begründet. Ungefähr 200.000 Neuseeländer sind deutscher Abstammung, und viele deutsche Touristen besuchen Neuseeland jedes Jahr. Beide Nationen sind Mitglieder der Organisation für wirtschaftliche Zusammenarbeit und Entwicklung und der Vereinten Nationen. Laut den Angaben des Auswärtigen Amtes beruhen die Beziehungen auf gemeinsamen „Interessen und Werten“.

## Geschichte
Die ersten deutschen Einwanderer kamen um 1842 nach Neuseeland. Zwischen 1843 und 1914 kamen etwa 10.000, hauptsächlich aus Norddeutschland. Während des Ersten Weltkriegs erklärte Neuseeland Deutschland im August 1914 nach der Kriegserklärung Großbritanniens den Krieg. Kurz nach der Kriegserklärung entsandte Neuseeland ein Expeditionskorps und besetzte die deutschen Samoainseln. Neuseeländische Soldaten kämpften auch an der Westfront gegen deutsche Truppen. Zurück in Neuseeland internierte die Regierung viele Deutsche als feindliche Ausländer (enemy aliens) auf Somes Island und Motuihe Island.
Während des Zweiten Weltkriegs kämpften neuseeländische Soldaten (als Teil des Britischen Empires) gegen die deutschen Truppen in der Schlacht um Griechenland, der Schlacht um Kreta, im Afrikafeldzug und im Italienfeldzug. Auch das neuseeländische Māori-Bataillon nahm am Krieg teil und trat damit in die Fußstapfen des Māori-Pionierbataillons, das bereits im Ersten Weltkrieg gedient hatte.
1953 nahmen die Bundesrepublik Deutschland (BRD) und Neuseeland diplomatische Beziehungen auf. Nach der deutschen Wiedervereinigung im Jahr 1990 unterhielt Neuseeland weiterhin diplomatische Beziehungen zum nun wiedervereinigten Deutschland. Seit der Aufnahme diplomatischer Beziehungen zwischen Deutschland und Neuseeland haben beide Länder eine Partnerschaft entwickelt, die von engem gegenseitigen Vertrauen geprägt ist. Diese Partnerschaft basiert auf gemeinsamen Interessen und Werten und hat die beiden Länder oft zu gleichgesinnten Partnern in internationalen Angelegenheiten, Handel, Forschung und kulturellem Austausch gemacht. Es kam zu mehreren hochrangigen Besuchen auf bilateraler Ebene, wie dem Besuch von Bundeskanzlerin Angela Merkel in Neuseeland im Jahr 2014 und dem Besuch der neuseeländischen Premierministerin Jacinda Ardern in Deutschland im April 2018.

## Wirtschaftlicher Austausch
Im Jahr 2021 belief sich das Handelsvolumen zwischen Deutschland und Neuseeland auf 2,2 Mrd. Euro. Zu den wichtigsten Exportgütern Deutschlands nach Neuseeland gehören: Kraftfahrzeuge, mechanische Maschinen und Geräte, pharmazeutische Erzeugnisse und elektrische Maschinen. Zu den wichtigsten Exportgütern Neuseelands nach Deutschland gehören: Fleisch, optische und medizinische Geräte, Obst, Kasein, Fisch und Wolle. 2022 wurde ein Freihandelsabkommen zwischen Neuseeland und der Europäischen Union abgeschlossen.
Viele Deutsche besuchen Neuseeland über sogenannte „Working Holiday“-Programme, bei denen junge Ausländer das Land mithilfe von Ferienjobs kennenlernen können. Jährlich wurde das Programm in der Vergangenheit von etwa 16.000 Deutschen genutzt.

## Diplomatische Standorte
- Deutschland hat eine Botschaft in Wellington.[9]
- Neuseeland hat eine Botschaft in Berlin.[10]

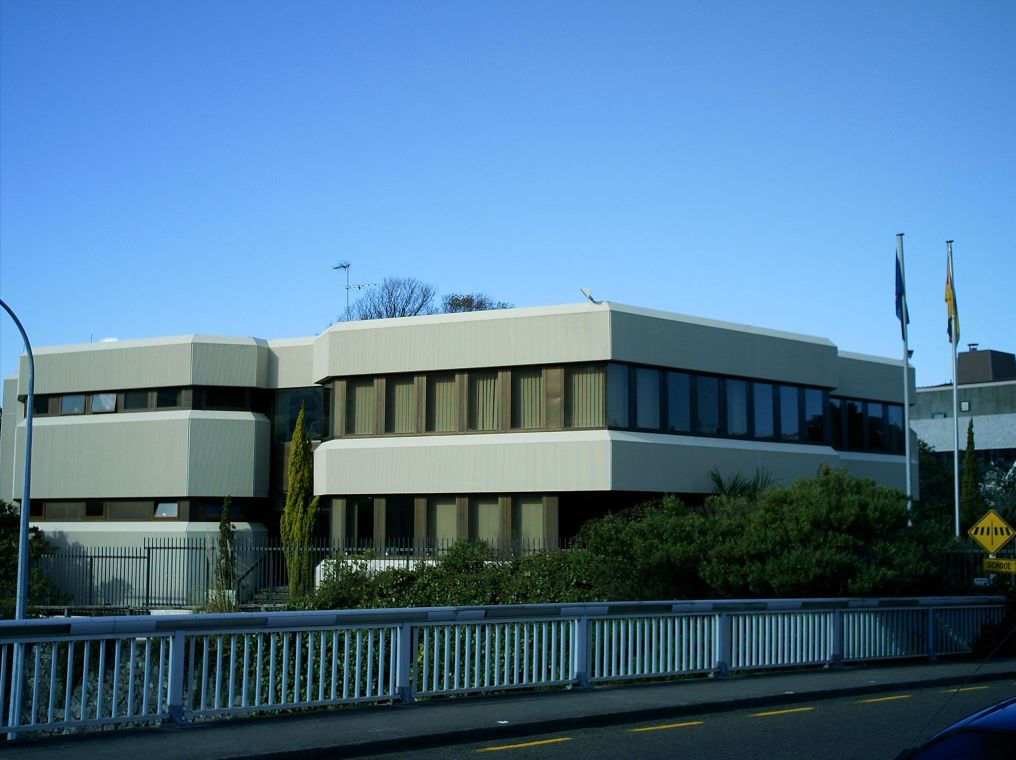
Deutsche Botschaft in Wellington
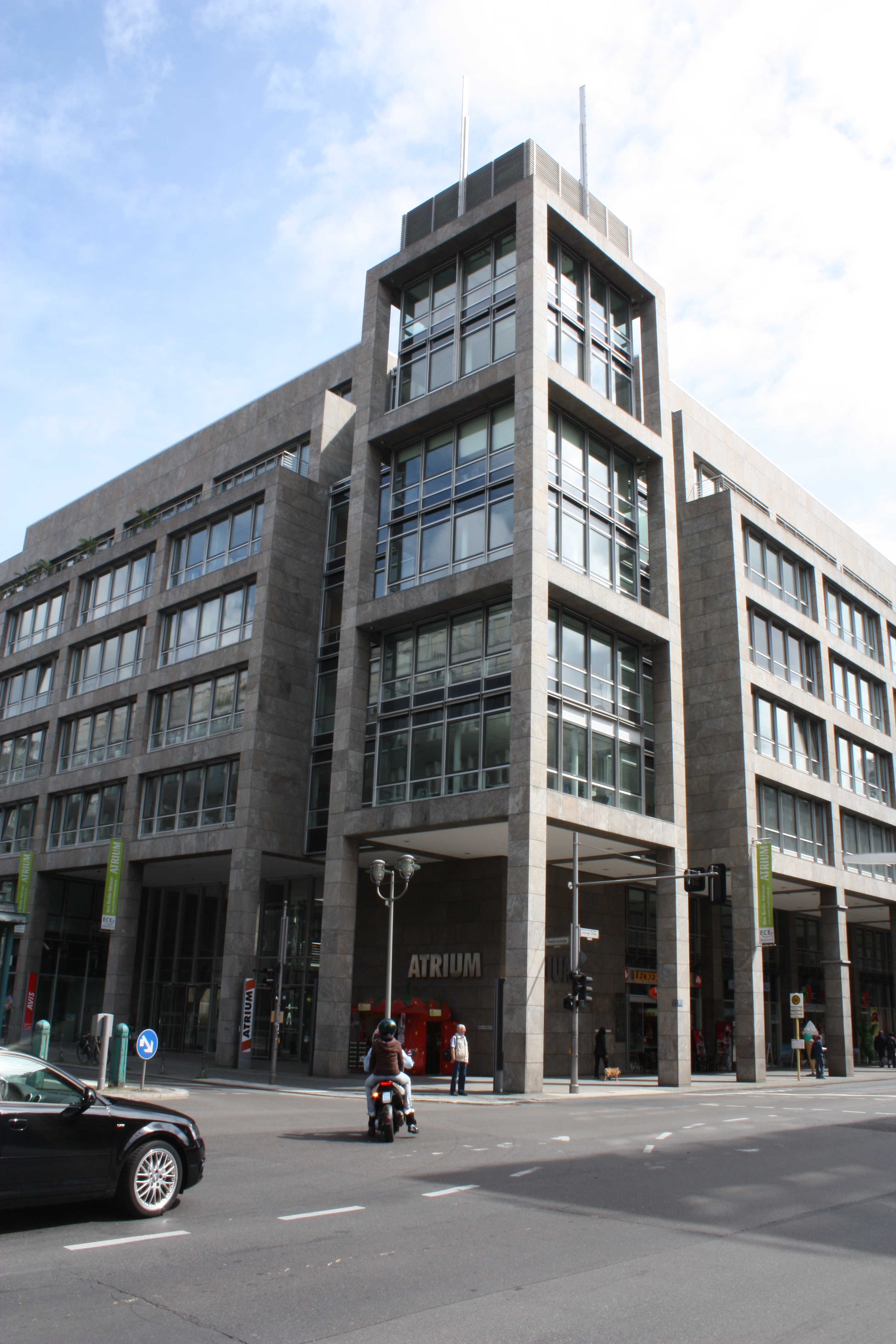
Neuseeländische Botschaft in Berlin